# Tommaso Fiaschi
Tommaso Fiaschi, né le 22 juin 1997 à Poggibonsi (Toscane), est un coureur cycliste italien.

## Palmarès
- 2014
  - Coppa Giulio Burci
- 2015
  - Trofeo Buffoni
  - 3e de la Coppa Pietro Linari
- 2016
  - 2e du Gran Premio Città di Lastra a Signa
  - 2e du Gran Premio Comune di Cerreto Guidi
- 2017
  - Mémorial Brighi Renzo
  - 2e du Giro delle Valli Aretine
  - 2e du Gran Premio Comune di Cerreto Guidi
  - 3e du Gran Premio Città di Lastra a Signa
- 2018
  - Gran Premio Sportivi Poggio alla Cavalla
  - 2e de Florence-Empoli
  - 2e de la Coppa Lanciotto Ballerini
  - 3e de la Coppa Bologna
  - 3e de la Coppa Ciuffenna
- 2019
  - Gran Premio Sportivi Poggio alla Cavalla
  - 2e du Trofeo Papà Cervi
  - 3e de Milan-Busseto
  - 3e de Pistoia-Fiorano
- 2021
  - 3e de la Coppa San Geo

## Classements mondiaux
| Année                                 | 2018  |
| ------------------------------------- | ----- |
| Classement mondial                    | 2229e |
| UCI Europe Tour                       | 1463e |
|                                       |       |
| Légende : nc = non classéSource : UCI |       |